# Antoine-Louis Henri de Polier
Antoine-Louis de Polier oder Antoine David Henry Polier (getauft am 28. Februar 1741 in Lausanne; gestorben am 9. Februar 1795 in Avignon), war ein Schweizer Ingenieur und Orientalist.

## Biographie

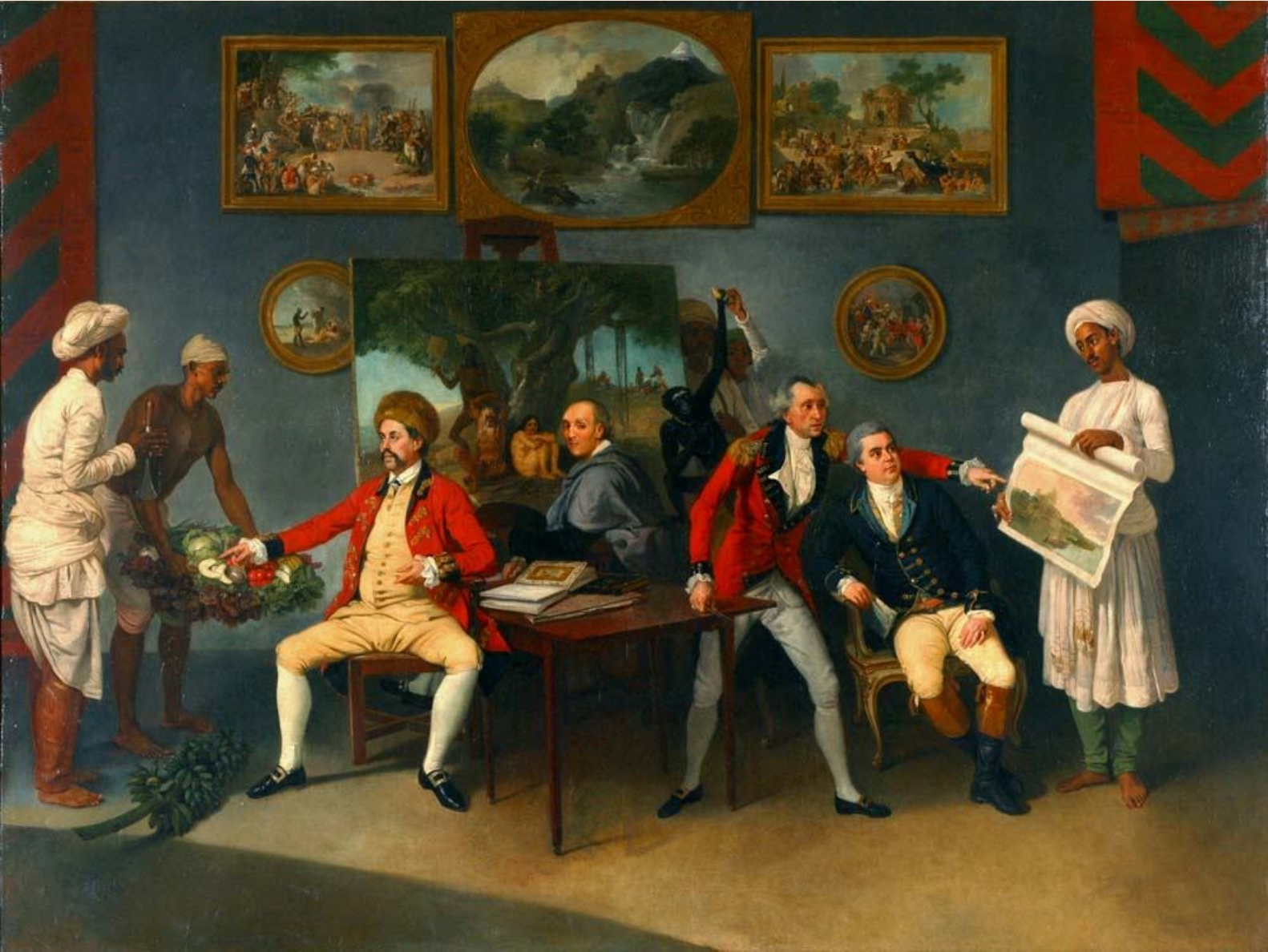
Antoine-Louis Polier, Johann Zoffany, Claude Martin und John Wombwell

Antoine-Louis de Polier war der jüngste Sohn von Jacques-Henri de Polier und seiner Frau Jeanne-Françoise Moreau de Brosses, Nachkomme einer hugenottischen Familie, die Mitte des 16. Jahrhunderts aus Frankreich emigriert war, um den Religionskriegen zu entkommen.
Im Alter von 15 Jahren reiste er nach Indien zu einem reichen Onkel, der aber vor seiner Ankunft verstarb. Um der Mittellosigkeit zu entkommen, stellte sich Polier in den Dienst des Britischen Heeres. Bis 1788 hatte er zunächst in der britischen Ostindienkompanie, dann unter dem Nawab Shuja-ud-Daula verschiedene wichtige Positionen inne. In Lucknow machte er Bekanntschaft mit dem Franzosen Claude Martin und dem Savoyarden Benoît de Boigne, der zeitweise bei ihm wohnte.
In Indien durchlebte er ein wechselhaftes Schicksal. Zeitweise kommandierte er im Auftrag des Mogulkaisers Shah Alam II. ein Heer von 7000 Mann, verlor dann verschiedene Schlachten und kehrte anschliessend zur britischen Armee zurück.
Im Juli 1788 kehrte Polier nach Europa zurück; seine aus elf Bänden bestehende reiche Sammlung orientalischer Manuskripte, darunter eine vollständige Kopie der Veden, verkaufte er an das British Museum. Nach seiner Heirat liess er sich in Lausanne nieder.
Aufgrund seiner Sympathien für die Französische Revolution musste er seine Heimat, das Waadtland, 1792 verlassen und liess sich in Frankreich, in der Nähe von Avignon, nieder. Sein kolonial-luxuriöser Lebensstil erregte den Neid einer Truppe royalistischer Briganten, die zu dieser Zeit das Vaucluse durchstreiften. Am 9. Februar 1795 wurde er in seinem Haus durch Säbelhiebe, Messerstiche und Feuerwaffen ermordet.
Er war verheiratet mit Anne Rose Louise (* 1768; † 1803), der Tochter des niederländischen Kaufmanns und Sklavenhändlers Jacob Berthout van Berchem; gemeinsam hatten sie zwei Kinder, Charles und Adolphe de Polier.

## Werke
Während seines langen Aufenthalts in Indien erarbeitete sich Polier Kenntnisse über den Hinduismus. Nach seiner Rückkehr in die Schweiz verfasste er eine umfangreiche Dokumentation zu diesem Thema und sammelte zahlreiche Notizen, ohne das Werk in eine endgültige Form zu bringen.
Seine Verwandte, die Kanonissin Marie-Elisabeth de Polier, veröffentlichte 1809 «Mythologie des Indous / Travaillée par Mdme. la Chnsse. de Polier sur des manuscrits authentiques apportés de l’Inde par feu Mr. le Colonel de Polier, Membre de la Société Asiatique de Calcutta». Dieses Werk versammelt Notizen zur Religion der Hindus, aber auch sehr umfangreiche, noch von Colonel Polier redigierte Zusammenfassungen der drei Haupttexte des Hinduismus, nämlich des Ramayana, des Mahabharata und des Bhagavata Purana.